# Heliaeschna trinervulata
Heliaeschna trinervulata là một loài chuồn chuồn ngô thuộc họ Aeshnidae. Nó được tìm thấy ở Cameroon, Cộng hòa Dân chủ Congo, Malawi, Mozambique, Tanzania, Uganda, Zambia, và có thể Nigeria. Môi trường sống tự nhiên của chúng là các khu rừng ẩm ướt đất thấp nhiệt đới hoặc cận nhiệt đới.